# Nobutaka Taguchi
Nobutaka Taguchi (jap. 田口 信教, Taguchi Nobutaka; * 18. Juni 1951 in Saijō) ist ein ehemaliger japanischer Schwimmer.
Bei den Olympischen Spielen 1972 in München gewann er für Japan die erste Goldmedaille im Schwimmen seit 1956. Er wurde Olympiasieger über 100 m Brust und verwies damit drei US-Amerikaner auf die folgenden Plätze. Nach den Olympischen Spielen 1976 in Montreal beendete er seine Laufbahn. Im Jahr 1987 wurde er in die Ruhmeshalle des internationalen Schwimmsports aufgenommen.